# مایشینگن
مایشینگن (به آلمانی: Maichingen) یک منطقهٔ مسکونی در آلمان است که در زیندلفینگن واقع شده‌است.